# 佐藤愛瑠
佐藤 愛瑠（さとう める）は、日本のAV女優、元タレント、アイドルである。エスフラートを経てバンビプロモーション所属。福岡県出身。旧芸名は中森 心々奈（なかもり ここな）。

## 経歴
小学2年生、8歳の時に母親の勧めでダンスを始める。2012年、地元の老舗菓子企業のCMに出演。2014年、avex主催のアイドルオーディションでグランプリ受賞。楽曲プロモーションビデオに出演。
2016年に事務所との契約を満了。新たな活動を求め、地下アイドルグループに加入。2017年11月12日にグループ卒業。
2018年末より別の2人組アイドルグループの初期メンバーとして活動開始。2019年2月16日にデビューライブを行う。同年4月に卒業。

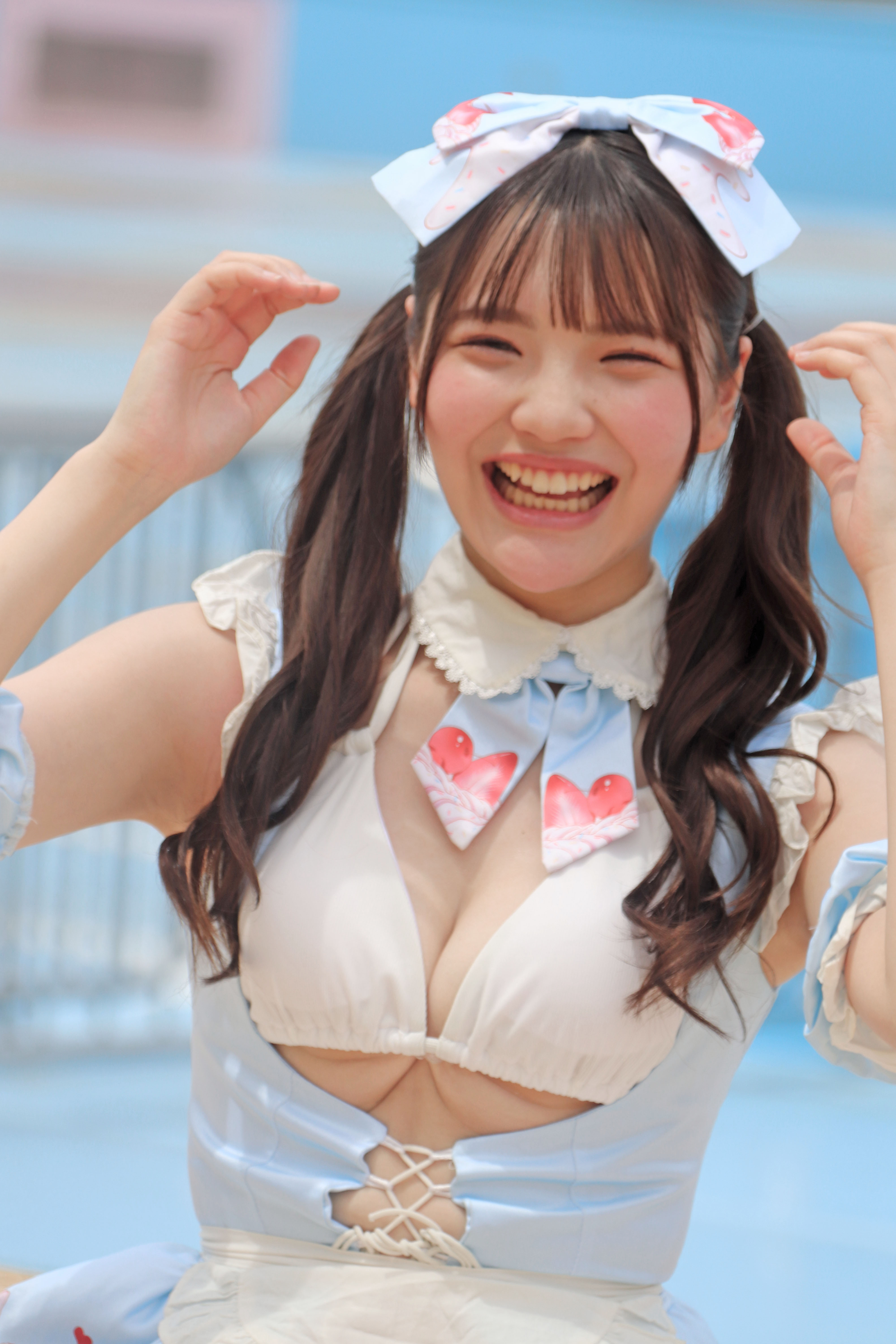
2024年撮影

2024年3月12日、アイドル時代に別れを告げ、エスワン専属女優としてデビュー。2024年2月12日週FANZA通販フロアランキングで『新人NO.1STYLE 某アイドルオーディションでグランプリに輝いた元タレント 中森心々奈、20歳 AVデビュー』がDVD版が第4位、ブルーレイディスク版が第7位。3月4日週FANZA動画フロアランキングにおいては、同作が初登場7位にランクインした。
6月24日週の同レンタルフロアランキングではデビュー作が初登場7位にランクインした。7月15日週、FANZAレンタルフロアランキングでは同デビュー作が再び9位に上昇した。
同年8月11日、事務所をバンビプロモーションに移籍し、芸名を佐藤愛瑠（さとうめる）に改めることを発表。しかし同月中にアカウントが削除され、9月16日に中森心々奈としてのアカウントを再始動させた。10月24日に改めて佐藤愛瑠への改名と移籍を報告。
2025年7月28日、企画単体転向を改めて発表。

## 人物
- 趣味はアニメ鑑賞[1]。
- AV女優に興味を持ったきっかけはSNSの美容アカウントで三上悠亜、新ありな、七沢みあの存在を知りかわいいと思ったこと。女優デビューの動機も「好きなアイドルに会いたい」に近いものであり、自身は「そんなにエロに興味が無い」と述べている。またAVに関する知識もデビューするまでなかった[12]。
- AVデビューの情報が解禁されるとともに「あのグループの元メンバーがAVデビューしたぞ!」と一気に情報が広まり「バレた!」と思ったが、これから有名になりたいので話題になるのもいいと楽観視している[12]。アイドル時代のファンにはおおむね好意的に受け入れられているという[12]。
- 初体験は高校3年生のころで、相手は5時間前に初めて会った男性[12]。
- まつ毛から下の毛はいらないと考えており、AVデビューの際もパイパンにしようと考えていたが、プロデューサーに止められ思いとどまった[13]。
- AVライターのさおりは「尻から太ももにかけての肉付きが妙にエチエチ」と論じており、匂い立つような下半身を生かしたプレイがリピート必至であると評している[14]。

## 作品

### アダルトビデオ
- 新人NO.1STYLE 某アイドルオーディションでグランプリに輝いた元タレント 中森心々奈、20歳 AVデビュー（3月12日、S1 NO.1 STYLE）
- 元タレントが芸能界では教わらなかった4つのアブノーマルプレイに挑戦 快感! 初・体・験めちゃイキ3本番 中森心々奈（4月9日、S1 NO.1 STYLE）
- 交わる体液、濃密セックス 純粋な笑顔と無垢な健康ボディの元タレントがオトナの性交を覚える 完全ノーカット3本番スペシャル 中森心々奈（5月14日、S1 NO.1 STYLE）[15]
- 激イキ149回! 痙攣4246回! イキ潮2434cc! SEXポテンシャル急成長中の元タレント 中森心々奈 エロス覚醒 はじめての大・痙・攣スペシャル（6月11日、S1 NO.1 STYLE）
- 教え子兼アイドルの制服美少女に ニコニコ笑顔でたっぷり痴女られたい 中森心々奈（7月9日、S1 NO.1 STYLE）
- 相部屋NTR 大嫌いなマネージャーに ミニスカから覗く色白むち尻を狙われ 朝まで続く絶倫性交に不覚にも感じてしまったアイドル 中森心々奈（8月13日、S1 NO.1 STYLE）[14]
- 「私で試してみてもいいよ」彼女が出来たのでぽってり唇の女友達とキスの練習したら舌と唾液が絡んで来て、もう興奮が止まらない… 中森心々奈（9月10日、S1 NO.1 STYLE）
- 大嫌いなオヤジ上司に副業メンズエステがバレる！ヌキも本番強要も断れない気弱な部下は…まさかのオジち●ぽにイキ惚れ！！ 中森心々奈（10月8日、S1 NO.1 STYLE）
- 「ヤラせてあげるから次の試合負けてください」 チームのために体を売りまくる献身的なヤリマンマネージャー 中森心々奈（11月12日、S1 NO.1 STYLE）
- 大男たちに囲まれ次から次へとブッ挿されるマッスル追撃ピストン人生初のノンストップ大乱交 中森心々奈（12月10日、S1 NO.1 STYLE）

- 押しに弱い空気読み就活生はセクハラも肉体関係もされるがまま…社内で、営業先で、こっそりヤラれ続けた新社会人の性処理業務。 中森心々奈（1月14日、S1 NO.1 STYLE）
- 毎朝見かける優しそうなたぬき顔J●を我慢できずにメチャクチャ痴●してやったら…彼氏よりも俺のテクの虜に。 中森心々奈（2月11日、S1 NO.1 STYLE）

### アダルトVR
- VR NO.1 STYLE ＜中森心々奈＞解禁 一目見たら忘れられない愛嬌抜群のアイドルスマイル! 元タレント、中森心々奈を紹介します。（7月14日、S1 NO.1 STYLE）
- 可愛くて、あざとくて、エロい。至近距離でじ～っくり見つめながら嬉しそうにご奉仕【僕専用】即尺ランジェリーメイドVR 中森心々奈（10月25日、S1 NO.1 STYLE）

### イメージビデオ
- ALL NUDE 中森心々奈（5月28日、Aircontrol）

### デジタル写真集
- FLASHデジタル写真集R　中森心々奈　完璧で究極の元アイドル（2024年5月14日、光文社、撮影：高橋慶佑）